# Judäo-Persisch
Judäo-Persisch (Judeo-Persisch, Judäo-Hebräisch, Judaeo-Persisch, Judæo-Persisch), häufig auch Judenpersisch, bezeichnet die jüdischen Sprachen bzw. Dialekte der im Iran lebenden Juden. Diese auch als Latorayi bezeichneten Dialekte werden in hebräischer Schrift geschrieben.
Im engeren Sinne bezeichnet Judäo-Persisch den von Nichtjuden Dzhidi (ʤiːdiː, auch Jidi geschrieben), also „Jüdisch“, genannten Dialekt, der von den jüdischen Gemeinschaften um Teheran, Buchara und Mashhad gesprochen wird, den die Sprecher selbst aber als Persisch, also „persisch“, bezeichnen.
Im weiteren Sinne können alle iranischen Sprachen oder Dialekte, die von den jüdischen Gemeinschaften im früheren persischen Reich gesprochen wurden, als Judäo-Persisch oder Judäo-Iranisch bezeichnet werden.